# Фогельсберг (Тюрингия)
Фогельсберг (нем. Vogelsberg) — община в Германии, в земле Тюрингия.
Входит в состав района Зёммерда. Подчиняется управлению Ан дер Марке. Население составляет 692 человека (на 31 декабря 2010 года). Занимает площадь 12,84 км².